# Добрянська сільська рада (Великописарівський район)
Добря́нська сільська́ ра́да — колишній орган місцевого самоврядування в Великописарівському районі Сумської області. Адміністративний центр — село Добрянське.

## Загальні відомості
- Населення ради: 1 576 осіб (станом на 2001 рік)

## Географія
Добрянська сільська рада розташована у центральній частині району.

## Населені пункти
Сільській раді були підпорядковані населені пункти:
- с. Добрянське
- с. Сидорова Яруга

### Колишні населені пункти
- с. Мирне, зняте з обліку 2007 року

## Склад ради
Рада складалася з 16 депутатів та голови.
- Голова ради: Севідов Вячеслав Михайлович
- Секретар ради: Севідова Любов Андріївна

### Керівний склад попередніх скликань
| Прізвище, ім'я, по батькові | Основні відомості                                                 | Дата обрання | Дата звільнення |
| --------------------------- | ----------------------------------------------------------------- | ------------ | --------------- |
| Морозов Петро Артемович     | Сільський голова, 1948 року народження, безпартійний              | 26.03.2006   | 31.10.2010      |
| Севідов Вячеслав Михайлович | Сільський голова, 1962 року народження, освіта вища, безпартійний | 31.10.2010   |                 |

Примітка: таблиця складена за даними сайту Верховної Ради України

### Депутати
За результатами місцевих виборів 2010 року депутатами ради стали:

#### За суб'єктами висування
| Суб'єкт висування                                       | Кількість обраних депутатів | %    |
| ------------------------------------------------------- | --------------------------- | ---- |
| Партія регіонів                                         | 12                          | 75   |
| Народна партія                                          | 2                           | 12,5 |
| Комуністична партія України                             | 1                           | 6,3  |
| Політична партія Всеукраїнське об'єднання «Батьківщина» | 1                           | 6,3  |

#### За округами
| № округу                                                | Прізвище, ім'я, по батькові   | Дата визнання обраним | Освіта             | Партійна приналежність                        | Відомості про обраного депутата                                          |
| ------------------------------------------------------- | ----------------------------- | --------------------- | ------------------ | --------------------------------------------- | ------------------------------------------------------------------------ |
| Комуністична партія України                             |                               |                       |                    |                                               |                                                                          |
| 12                                                      | Пісклов Валерій Михайлович    | 01.11.2010            | середня            | член Комуністичної партії України             | тимчасово не працює                                                      |
| Народна Партія                                          |                               |                       |                    |                                               |                                                                          |
| 2                                                       | Севідова Людмила Петрівна     | 01.11.2010            | середня спеціальна | позапартійна                                  | Добрянська амбулаторія загальної практики — сімейної медицини, медсестра |
| 3                                                       | Матвієнко Алла Миколаївна     | 01.11.2010            | вища               | позапартійна                                  | Добрянська амбулаторія загальної практики — сімейної медицини, медсестра |
| Партія регіонів                                         |                               |                       |                    |                                               |                                                                          |
| 1                                                       | Севідова Світлана Іванівна    | 01.11.2010            | середня            | позапартійна                                  | Добрянська сільська рада, касир                                          |
| 4                                                       | Мигулін Сергій Михайлович     | 01.11.2010            | середня спеціальна | позапартійний                                 | Добрянська сільська рада, опалювач                                       |
| 5                                                       | Севідова Марія Антонівна      | 01.11.2010            | вища               | позапартійна                                  | пенсіонер                                                                |
| 6                                                       | Севідова Любов Андріївна      | 01.11.2010            | вища               | позапартійна                                  | Добрянська сільська рада, секретар                                       |
| 7                                                       | Козюліна Любов Єгорівна       | 01.11.2010            | вища               | позапартійна                                  | Добрянська сільська рада, спеціаліст                                     |
| 8                                                       | Морозова Олена Іванівна       | 01.11.2010            | вища               | позапартійна                                  | Добрянський навчально-виховний комплекс, вчитель                         |
| 9                                                       | Завалій Сергій Олександрович  | 01.11.2010            | вища               | позапартійний                                 | Великописарівська митниця, головний спеціаліст екологічної інспекції     |
| 10                                                      | Зубатова Світлана Петрівна    | 01.11.2010            | вища               | позапартійна                                  | Добрянський навчально-виховний комплекс, вчитель                         |
| 11                                                      | Данілов Андрій Вікторович     | 01.11.2010            | вища               | член Партії регіонів                          | Великописарівський агролісгосп, директор                                 |
| 13                                                      | Крамська Валентина Михайлівна | 01.11.2010            | вища               | позапартійна                                  | Добрянський навчально-виховний комплекс, вихователь                      |
| 15                                                      | Волобуєва Тамара Іванівна     | 01.11.2010            | вища               | позапартійна                                  | Добрянський навчально-виховний комплекс, вчитель                         |
| 16                                                      | Гробова Лариса Вікторівна     | 01.11.2010            | вища               | позапартійна                                  | Добрянський навчально-виховний комплекс, вчитель                         |
| Політична партія Всеукраїнське об'єднання «Батьківщина» |                               |                       |                    |                                               |                                                                          |
| 14                                                      | Дєнєжніков Сергій Григорович  | 01.11.2010            | середня            | член Всеукраїнського об'єднання «Батьківщина» | тимчасово не працює                                                      |